# ディープコア
株式会社ディープコア(DEEPCORE Inc.)は、日本のインキュベーター兼ベンチャーキャピタル。ソフトバンクの完全子会社であり、親会社のネットワークを活用し、当社自体的な意思決定による投資を実施。AI (人工知能)、特にディープラーニングに特化したインキュベーション兼ベンチャーキャピタル事業を行う。
東京都本郷で、起業家育成を目的にしたコミュニティ&コワーキングスペース「KERNEL」を運営。当社の起業顧問はソフトバンクグループ会長の弟、孫泰蔵。創業パートナーは東京大学大学院教授松尾豊。